# Christopher Zöchling
Christopher Zöchling (ur. 26 lutego 1988 roku w Leoben) – austriacki kierowca wyścigowy.

## Życiorys
Zöchling rozpoczął karierę w wyścigach samochodowych w 2005 roku od startów w Niemieckiej Formule Renault. Z dorobkiem 104 punktów uplasował się tam na piętnastym miejscu w końcowej klasyfikacji kierowców. W późniejszych latach Austriak pojawiał się także w stawce Azjatyckiej Formuły Renault, Cooper Tires Presents the Atlantic Championship Powered by Mazda, Toyo Tires 24H Series-A6, Speedcar Series, VLN Endurance, 24h Nürburgring, Niemieckiego Pucharu Porsche Carrera oraz Porsche Supercup.